# Ельяшевичі
Ельяшевичі, Ілляшевичі, Ілляшівка — історична місцевість Полтави, знаходиться у Київському районі. Колишнє передмістя. В XV — на початку XX століття тут мали маєток небагаті поміщики — Ельяшевичі. 
Один із представників цього роду — відомий авіатор, член-кореспондент Головної фізичної обсерваторії Петербурзької АН В. Л. Ельяшевич (1876-1915). Батько В. Л. Ельяшевича -- Ельяшевич Лев Полікарпович (1833-1884) -- був вихователем у ППКК.
У 1926 році нараховували 155 дворів і 386 жителів. У 1929 році Ельяшевичі включені до складу міста.